# Heinrich Matzat
Bernd Heinrich Matzat (Trzebiatów, 12 de janeiro de 1945) é um matemático alemão.
Matzat passou a infância no sul da alemanha e estudou a partir de 1964 na Universidade de Karlsruhe, onde obteve um doutorado em 1972, orientado por Heinrich-Wolfgang Leopoldt, com a tese Über Weierstraßpunkte von Fermatkörpern, e onde também obteve a habilitação. É desde 1986 professor da Universidade de Heidelberg no Interdiszipliniären Zentrum für Wissenschaftliches Rechnen (IWR).

## Obras
- com Gunter Malle: Inverse Galois Theory, Springer, 1999
- Über das Umkehrproblem der Galoistheorie, Jahresbericht DMV Volume 90, 1988, p. 155-183
- Konstruktive Galoistheorie, Lecture notes in Mathematics, Bd. 1284, Springer Verlag, 1987
- Fortschritte in der Inversen Galoistheorie in Matzat (Herausgeber): Algorithmic Algebra and Number Theory, Springer, 1999
- Computational methods in constructive Galois Theory, Trends in Computer Algebra (Symposium Bad Neuenahr 1987), Springer, Lecture notes in Computer Science, Volume 296, 1988, p. 137-155
- com Marius van der Put: Constructive Differential Galoistheory, in: Galois groups and fundamental groups, MSRI Publications Volume 41, 2003, p. 425